# Magnificat (Vivaldi)

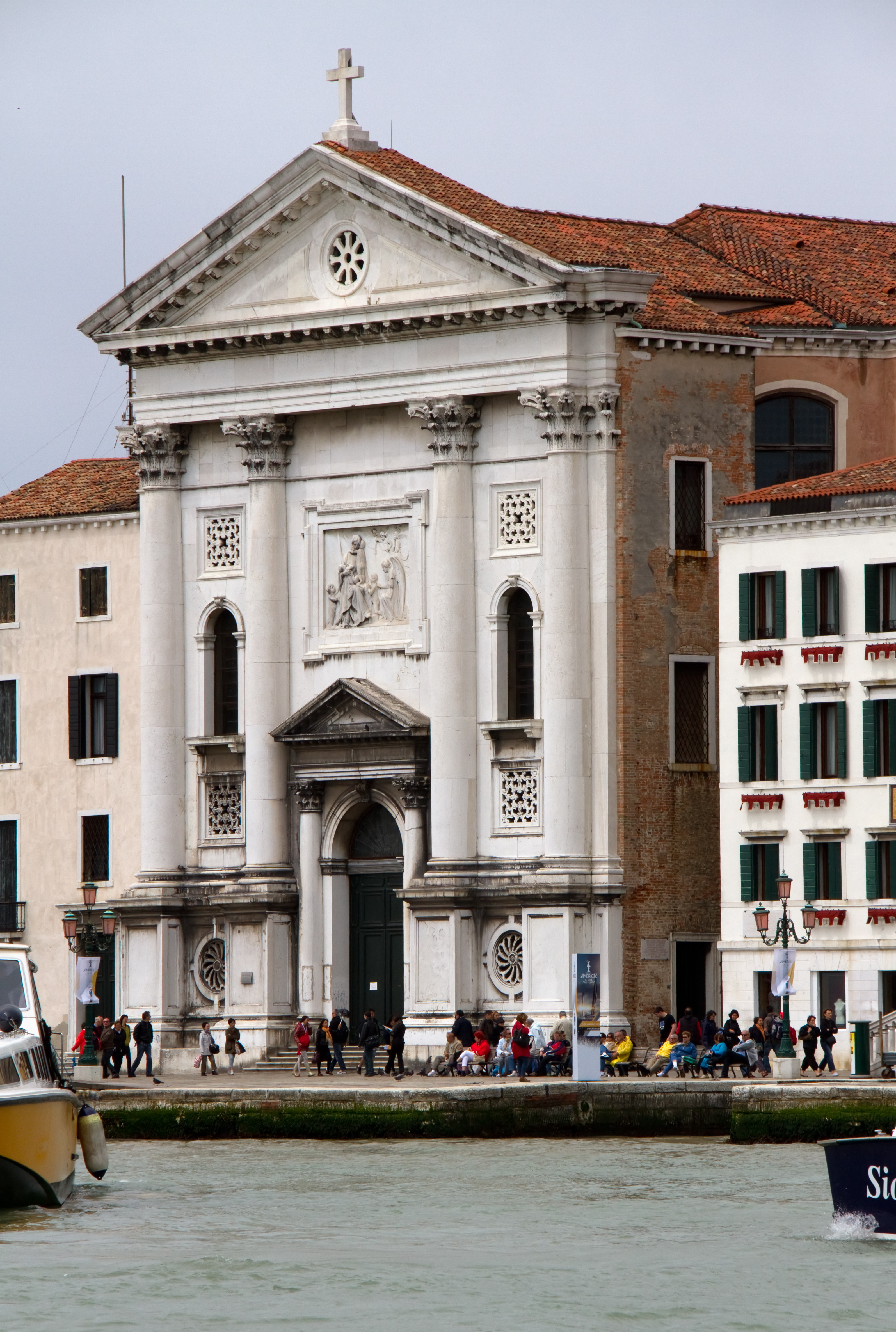
Kirche des Ospedale della Pietà, Venedig

Magnificat sind geistliche Kompositionen von Antonio Vivaldi, die das Magnificat für Chor und Orchester vertonen. Die bekannteste Fassung ist RV 610 im Ryom-Verzeichnis, während eine spätere Fassung, die fünf neue Arien enthält, als RV 611 katalogisiert ist.

## Geschichte
Vivaldi arbeitete in Venedig am Ospedale della Pietà, einem Waisenhaus für Mädchen mit Musikschule, als Priester, Dirigent, Geiger und Hauskomponist. Er vertonte mehrfach das Magnificat, den Lobgesang Mariens aus dem Lukas-Evangelium, der regelmäßiger Bestandteil von Vespergottesdiensten ist. Musikwissenschaftler sind uneinig über die Datierung der Werke. Michael Talbot nimmt an, dass Vivaldi die früheste Fassung in g-Moll ca. 1715 für das Ospedale schrieb und sie kurz darauf für ein Zisterzienserkloster in Osek kopierte. In den 1720er-Jahren revidierte er das Werk, indem er unter anderem die Unterstimmen für Männerstimmen umschrieb, und neben einem Streichorchester zwei Oboen einsetzte, die vor allem im vorletzten Satz Obligato-Rollen übernehmen. Diese Version erhielt die Nummer 610 im Ryom-Verzeichnis. Vivaldi schrieb darin zwar zwei Chöre vor, die manchmal einzeln, manchmal gleichzeitig singen, blieb jedoch immer im vierstimmigen Satz. In einer späteren Fassung, RV 611, behielt Vivaldi die Chorsätze bei, ersetzte jedoch die drei Sätze für Solostimmen durch fünf ausführlichere Arien, in denen bestimmte, in der Partitur namentlich genannte Mädchen des Ospedale ihre Gesangskunst hören lassen konnten.

## Aufbau und Besetzung
Vivaldi teilte das Magnificat, RV 610, in neun Sätze auf, acht für den Text des Lobgesangs (Lukas 1,46–55) und den letzten Satz für die Doxologie (Gloria Patri). Das Werk steht in g-Moll und verlangt zwei Sopran-Solisten, Alto und Tenor, einen vierstimmigen Chor (SATB), zwei Oboen, Violine I und II, Viola, und Basso continuo, zum Beispiel Cello und Orgel. Die folgende Tabelle zeigt für die Sätze: Titel, Stimmen, Tempobezeichnung, Takt, Tonart und Textquelle. Eine Aufführung dauert ungefähr 15 Minuten. Aufführungen von RV 611 werden mit 20 Minuten angegeben.
| Nr. | Titel                     | Stimmen        | Tempo           | Takt | Tonart | Textquelle |
| --- | ------------------------- | -------------- | --------------- | ---- | ------ | ---------- |
| 1   | Magnificat                | SATB           | Adagio          | 4/4  | g-Moll | Lk 1,46    |
| 2   | Et exultavit              | S A T          | Allegro         | 4/4  | B-Dur  | Lk 1,47–49 |
| 3   | Et misericordia           | SATB           | Andante molto   | 4/4  | C-Dur  | Lk 1,50    |
| 4   | Fecit potentiam           | SATB           | Presto          | 3/4  | A-Dur  | Lk 1,51    |
| 5   | Deposuit potentes de sede | SATB (unisono) | Allegro         | 3/4  | g-moll | Lk 1,52–53 |
| 6   | Esurientes implevit bonis | S S            | Allegro         | 4/4  | B-Dur  | Lk 1,53    |
| 7   | Suscepit Israel           | SATB           | Largo           | 4/4  | d-Moll | Lk 1,54    |
| 8   | Sicut locutus est         | SAB            | Allegro ma poco | 4/4  | F-Dur  | Lk 1,55    |
| 9   | Gloria patri              | SATB           | Largo           | 2/2  | g-Moll | Doxologie  |

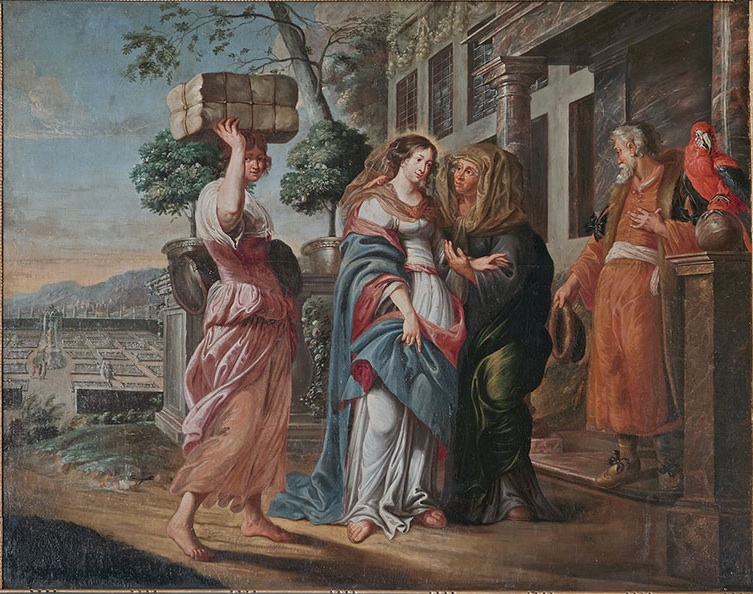
Heimsuchung, Marias Besuch bei Elisabeth, Gemälde des 17. Jahrhunderts

Vivaldi interpretierte die einzelnen Verse des Lobgesangs mit unterschiedlichem musikalischen Material, doch hielt er das Werk kurz und konzentriert. Talbot besprach die Sätze für eine Einspielung mit The King’s Consort and Choir:

Im ersten Satz, „Magnificat anima mea Dominum“ (Meine Seele erhebt den Herrn), erscheint das Erheben in langsam aufwärts gerichteter Chromatik.

Die drei Verse, die im zweiten Satz vertont werden, sind verschiedenen Stimmen zugeordnet, in einer aria a tre. „Et exultavit spiritus meus“ (und mein Geist freuet sich) wird vom Sopran gesungen, „Quia respexit humilitatem“ (denn er hat die Niedrigkeit seiner Magd angesehen) vom Alt, wobei das Wort „omnes“ (alle) vom Chor wiederholt wird. Der Abschnitt „Quia fecit mihi magna“ (Denn er hat Großes an mir getan) wird vom Tenor gesungen.

Der dritte Satz, „Et misericordia ejus“, der das Erbarmen Gottes mit denen, die ihn fürchten, behandelt, erscheint in einer dichten Textur von imitierenden Einsätzen, mit chromatischen Linien und großen Sprüngen von Sexten und Septimen.

Der vierte Satz, „Fecit potentiam“ (Er übt Gewalt), ist ein schneller kraftvoller Chorsatz.

Der Vers „Deposuit potentes“, der beschreibt, wie die Mächtigen vom Thron geworfen, die Niedrigen aber erhöht werden, bildet das Geschehen graphisch ab, indem der Chor unisono die Abwärts- und Aufwärtsbewegung in schnellen Läufen illustriert.

Im sechsten Satz, „Esurientes implevit bonis“, besingen zwei Sopranstimmen im Duett, oft in Terzparallelen, wie die Hungrigen mit Gütern gefüllt werden.

Der siebte Satz, „Suscepit Israel“, ist ein kurzer homophoner Chorsatz, der ausdrückt, dass der Herr Israel erhalten wird, und in einem schnelleren Mittelteil hinzufügt, dass er an seine Barmherzigkeit denkt, „Recordatus misericordiae suae“.

Der achte Satz, „Sicut locutus est ad patres nostros“ (Wie er unseren Vätern versprochen hat), ist ein Trio für die drei Oberstimmen mit zwei obligaten Oboen, das als fröhlich und lebendig beschrieben wird.

Der letzte Satz bringt das abschließende „Gloria Patri“ (Ehre sei dem Vater) mit der gleichen Musik wie am Anfang, wobei das Wort „sancto“ (heilig) durch ein langes chromatisches Melisma hervorgehoben wird. „Sicut erat in principio“ (Wie es war im Anfang) nimmt ebenfalls Musik aus dem ersten Satz wieder auf und leitet über zu einer Doppelfuge, in der jeweils eine Stimme „Et in saecula saeculorum“ (und von Ewigkeit zu Ewigkeit) singt, während eine andere „Amen“ dagegen setzt.

## Ausgaben
Carus-Verlag veröffentlichte 1978 zwei Version von Vivaldis Magnificat, RV 610 und RV 611. Bärenreiter gab 2004 eine Bearbeitung beider Versionen für Stimmen und Orgel heraus.

## Einspielungen
1994 nahm The King’s Consort and Choir das Magnificat, RV 610, auf, geleitet von Robert King. Eine Aufnahme aus dem Jahr 2002 wurde gestaltet vom Estonian Philharmonic Chamber Choir mit Solisten und dem Tallinn Chamber Orchestra, geleitet von Tõnu Kaljuste. 2015 wurde das Werk, zusammen mit Vivaldis Gloria, von Le Concert Spirituel, geleitet von Hervé Niquet, eingespielt. In dieser Aufnahme singen die Sopran- und Alt-Stimmgruppen die solistischen Abschnitte. Die Aufführung wurde auch beim Festival Oude Muziek in Utrecht gezeigt.